# 奇蹟のビッグ・ファイト
「奇蹟のビッグ・ファイト」（きせきのビッグ・ファイト）は、影山ヒロノブの27枚目、並びに大矢晋のシングル。1994年3月21日に日本コロムビアから発売された。

## 概要
表題曲「奇蹟のビッグ・ファイト」は、劇場版『ドラゴンボールZ 危険なふたり!超戦士はねむれない』のエンディングテーマとして使用された。カップリングには、大矢晋が歌う同劇場版イメージソング「ドラゴンボールの伝説」が収録されている。
ジャケットには孫悟空、孫悟飯、孫悟天、トランクス、ブロリーがプリントされている。

## 収録曲
（全作詞：森雪之丞）
1. 奇蹟のビッグ・ファイト [3:56]
歌：影山ヒロノブ
作曲：林哲司、編曲：戸塚修
  - 劇場版『ドラゴンボールZ 危険なふたり!超戦士はねむれない』エンディングテーマ
2. ドラゴンボールの伝説 [3:38]
歌：大矢晋
作曲・編曲：石川恵樹
  - 劇場版『ドラゴンボールZ 危険なふたり!超戦士はねむれない』イメージソング